# Dab's
Dab's (Troyes, 20 maart 1973) is een Franse stripauteur. Als tiener was hij lid van een stripclub waar hij begon met tekenen. Daarna volgde hij les aan de stripopleiding Saint-Luc te Brussel.
Via Jean-Claude Camano kwam Dab's terecht bij het striptijdschrift Tchô!. Hiervoor tekende hij de strip Tony & Alberto. De kleine jongen Tony en de hond Alberto belanden in de vreemdste en stomste situaties denkbaar. Hun stommiteiten doen Tony vaak in het ziekenhuis belanden. Deze strip werd in album uitgegeven bij uitgeverij Glénat. Daarnaast tekende Dab's ook de stripreeksen Nino & Rébecca en Késaco. In die laatste strip geeft Dab's op een didactische manier, maar met absurde humor, antwoord op veelgestelde, triviale vragen.
De strips van Dab's werden nog niet vertaald naar het Nederlands.

## Werk
- Tony & Alberto (Glénat)
- Nino & Rébecca (Glénat)
- Késaco (Milan)

- Bibliothèque nationale de France: cb144153986 (data)
- Système universitaire de documentation: 130878804
- Virtual International Authority File: 268045010
- WorldCat: E39PBJxRD73hFvwbh6Hy7rhrbd